# 李適之
李 適之（り てきし、694年 - 747年）は、中国唐代の玄宗時期の政治家。皇族として生まれ、宰相になったが、李林甫に嵌められて失脚し、追いつめられ、自殺した。

## 生涯
郇国公李象（恒山王李承乾の子）の子として生まれた。始めの名は昌といった。神龍年間に左衛郎将、開元年間に通州刺史になり、治績をあげた。韓朝宗の推薦により、秦州都督に抜擢された。地方官を歴任し、政務は細かくなかったため、下吏から好まれた。治水において功績をあげて大いにたたえられ、御史大夫に昇進した。さらに刑部尚書となった。
客を好み、一斗の酒を飲んでも酔わなかった。夜に宴会を開いて昼に物事を決め、案件が滞ることがなかった。
天宝元年（742年）、牛仙客に代わり、左相（左僕射・宰相）となった。李林甫とは権力を争ったため、李林甫は李適之を失脚させようとした。李林甫は「華山は金を採れる。国を富ますことができるが主上はまだ知らない」と李適之に語り、粗忽な李適之は玄宗にそのことを語った。玄宗が李林甫に問うと、李林甫は「私は知っていましたが、華山は主上の本命であり、王気があるところなので、主上のために言いませんでした」と答えた。玄宗はこのために李林甫を信用し、李適之に冷たくなった。
また、李適之と仲が良かった韋堅・皇甫惟明・裴寛・韓朝宗が李林甫に陥れられ、罪を得た。このため、不安のあまり宰相職を返上して太子少保となった。しかし、韋堅に連座して宜春太守に左遷させられ、韋堅を殺した羅希奭が宜春を通った時、薬を飲んで自殺した。
杜甫の詩『飲中八仙歌』で、賀知章・李白らとともに飲中八仙の一人として歌われている。

## 伝記資料
- 『旧唐書』巻九十九 列伝第四十九「李適之伝」
- 『新唐書』巻百三十一 列伝第五十六「李適之伝」
- 『資治通鑑』